# みやざきフェニックス・リーグ
みやざきフェニックス・リーグは、毎年10月に宮崎県で開催される日本のプロ野球の教育リーグのひとつ。

## 概要
年2回開催される教育リーグのうち10月のファーム日本選手権終了直後から2-3週間にわたって開催されるいわゆる「秋季リーグ」。過ぎたシーズンを反省して、チーム及び個人の課題を明らかにし、翌シーズンに向けてその克服を目指すのと併せて、公式戦で出番が少なかった若手選手を積極的に起用し、試合を通じて若い選手を育てることを大きな目的としている（リーグパンフレットより）。そのため、各球団は概ね二軍の監督・コーチ陣が指揮を執り、帯同するのはおもに若手選手のみだが、2004年以降、プレーオフ・クライマックスシリーズが導入されたことから、一軍がクライマックスシリーズに進出したチームは、リーグ前半は調整のために一軍の監督・コーチが指揮を執り、主力クラスの選手を出場させるチームも多い。また、2012年に日本代表チーム（侍ジャパン）が常設されて以降は、シーズン終了後に開催される国際大会に出場する日本代表選手が調整のためフェニックス・リーグに参加することも増えている。2017年には、自身の監督初采配となる「2017 アジア プロ野球チャンピオンシップ」を控えた侍ジャパン監督の稲葉篤紀が監督経験を積むため、現役時代に所属した日本ハムの10月25日、26日の試合で指揮を執った。
勝敗はあまり重視されないが、毎年優勝チームを決定しており、優勝チームには賞品として宮崎牛などが贈呈される。特にオリックスは2008年 - 2010年（2008年は前身のサーパス）に三連覇している。フェニックス・リーグに出場した翌年に一軍に定着する選手は多く、いきなりタイトルを獲得する者も少なくない（中村剛也、T-岡田、山田哲人など）。
2016年からはスポナビライブ（終了）やイージースポーツ（旧イレブンスポーツ）、阪神の球団公式動画配信サービス「虎テレ」、パ・リーグのライブ配信サイト「パ・リーグTV」などで一部試合のインターネット配信が行われており、2019年以降はBSスカパーなどで一部試合がテレビ中継されている。
基本的にフェニックス・リーグ期間内はイースタン・リーグ同士、ウエスタン・リーグ同士のカードは組まれていなかったが、2020年以降NPB12球団のみの参加となったことで、ウエスタンのチームと対戦しないイースタンのチームが2チーム出るため、イースタン同士のカードが1日1試合組まれている。また、宮崎県内でキャンプを行っている球団は自身がキャンプを行う球場で多くの試合が組まれる。全試合入場無料。開催期間中は地元ファンとの交流イベントや野球教室に力を入れている。なお、新型コロナウイルスの感染が拡大し、一軍レギュラーシーズンの試合も観客数を制限した2020年、2021年は無観客試合で開催された。また、試合予定のない日には練習試合が組まれることもあり、2019年には「2019 WBSCプレミア12」に向けて宮崎で一次合宿中の侍ジャパンが、フェニックス・リーグ出場中の日本ハム、オリックスと練習試合を行った。主催は一般社団法人日本野球機構、イースタン・リーグ、ウエスタン・リーグ、みやざきフェニックス・リーグ支援実行委員会。

## 沿革
1990年から「秋季教育リーグ」や「ハイサイ・沖縄リーグ」、高知県での「黒潮リーグ」「よさこいリーグ」、関東近郊での「コスモス・リーグ」など開催地や名称、参加球団などさまざまな枠組みで続いてきた教育リーグが、2004年から「フェニックス・リーグ」として当時のイースタン・リーグ6球団によりスタート。名称は全国公募案の約300から選考を行い、「フェニックス・リーグ」に決定した。「フェニックス」は宮崎県の県木で県内至る所に植樹されており、「フェニックス」の「不死鳥」という意味も、当該リーグで明日のプロ野球界を担う若手選手が厳しい練習に耐えて大きく羽ばたくという願いが込められている。
2005年からはウエスタン・リーグの球団も参加し、10年ぶりに12球団での秋季教育リーグ開催となった。2006年からは韓国プロ野球の球団、2007年から四国アイランドリーグの選抜チーム、2009年はNPB混成チーム・フューチャーズが参加し、16球団まで拡大した。
2020年と2021年は韓国プロ野球の球団は不参加となり、NPB12球団のみでの開催に戻るが、2022年には四国アイランドリーグplus選抜が3年ぶりに復帰したのに加えて日本独立リーグ野球機構選抜（対象は四国IL以外のリーグ）が初参加。2023年は韓国プロ野球も選抜チームを2チーム送り込む形で復帰し、24年は単一球団が参加する形に戻った。
また、2024年にはファームリーグ拡大により両リーグ1球団ずつが新規参入したが、ウエスタン・リーグに新規参入したくふうハヤテベンチャーズ静岡がこの年からフェニックスリーグにも初参加した。一方、イースタン・リーグに参入したオイシックス新潟アルビレックス・ベースボール・クラブは、四国アイランドリーグplus選抜チームに選手およびコーチが加わる形で参加した。
2009年にリーグを全国へ発信するため「みやざきフェニックス・リーグ」に名称を変更した。2016年まで開催年が名称に付与されていたが、2017年より2004年を第1回として開催回数が付与されている（2017年は「第14回みやざきフェニックス・リーグ」）。
| 年度   | 期間             | 参加チーム数 | 優勝                   | 試合数 | 備考 |
| ------ | ---------------- | ------------ | ---------------------- | ------ | --- |
| 2004年 | 10月11日-24日    | 6            | 西武                   | 48     | 「フェニックス・リーグ」の名称でリーグを開始（2009年に改称）。イースタン・リーグのみの参加。 |
| 2005年 | 10月10日-23日    | 12           | 楽天                   | 72     | ウエスタン・リーグも参加。 |
| 2006年 | 10月9日-25日     | 14           | インボイス（西武）     | 98     | 韓国から斗山ベアーズ、LGツインズ初参加。 |
| 2007年 | 10月8日-24日     | 14           | 阪神                   | 98     | 四国アイランドリーグ選抜が初参加、LGは不参加。 |
| 2008年 | 10月7日-24日     | 14           | サーパス（オリックス） | 98     | |
| 2009年 | 10月5日-22日     | 16           | オリックス             | 112    | 現在の「みやざきフェニックス・リーグ」に名称変更。フューチャーズとハンファ・イーグルスが初参加。 |
| 2010年 | 10月5日-26日     | 16           | オリックス             | 145    | LGが復帰。フューチャーズは不参加。 |
| 2011年 | 10月10日-31日    | 16           | ソフトバンク           | 144    | |
| 2012年 | 10月8日-29日     | 16           | オリックス             | 144    | |
| 2013年 | 10月7日-28日     | 16           | 楽天                   | 144    | |
| 2014年 | 10月6日-27日     | 16           | ロッテ                 | 144    | |
| 2015年 | 10月5日-26日     | 16           | DeNA                   | 144    | 10月17日にリーグ史上初のナイトゲーム（ソフトバンク対巨人）をサンマリンスタジアムにて開催。 |
| 2016年 | 10月3日-24日     | 16           | 日本ハム               | 144    | 虎テレで阪神戦全試合を固定カメラによるライブ配信。 |
| 2017年 | 10月9日-30日     | 16           | 阪神                   | 144    | 韓国のサムスン・ライオンズが初参加。LGが不参加。 スポナビライブにて一日2試合ずつ、計36試合をインターネットライブ配信。虎テレも引き続き配信。                                                                                         |
| 2018年 | 10月8日-29日     | 16           | ヤクルト               | 144    | 主力選手がCSファイナルステージに向けた調整のために出場する10月8日〜12日の西武の試合をパ・リーグTVでライブ配信。虎テレも引き続き配信。                                                                                                |
| 2019年 | 10月7日-28日     | 16           | 広島                   | 143    | BSスカパーで10試合を生中継。イレブンスポーツも5試合を配信。虎テレは阪神の全試合、パ・リーグTVはパ・リーグ球団の一部試合を引き続き配信。                                                                                              |
| 2020年 | 11月8日-29日     | 12           | 日本ハム               | 108    | NPB12球団のみの参加。無観客試合での開催。BSスカパーとCSのスポーツ系チャンネル8つで36試合を中継。イレブンスポーツでも25試合をライブ、36試合を録画で配信。虎テレは阪神の全試合、パ・リーグTVはパ・リーグ球団の一部試合を引き続き配信。 |
| 2021年 | 10月11日-11月1日 | 12           | ソフトバンク           | 108    | NPB12球団のみの参加。無観客試合での開催。前年同様BSスカパーとCSのスポーツ系チャンネル6つ（50試合）、イレブンスポーツ（72試合）、虎テレ（18試合）、パ・リーグTV（17試合）で放送・配信（一部試合は録画）。                             |
| 2022年 | 10月10日-31日    | 14           | 広島                   | 126    | 四国IL選抜が復帰。ルートインBCリーグ、九州アジアリーグ、北海道フロンティアリーグ加盟球団からなる日本独立リーグ野球機構選抜が初参加。                                                                                                 |
| 2023年 | 10月9日-30日     | 16           | 西武                   | 144    | 韓国プロ野球選抜が2チーム参加。海外のチームの参加は4年ぶり。日本独立リーグ野球機構選抜に日本海リーグも追加。 |
| 2024年 | 10月7日-28日     | 18           | 巨人                   | 162    | この年から新規参入したくふうハヤテが初参加。サムスン、ハンファ、斗山が韓国から5年ぶりの球団単体での参加。 |

### 各年度本塁打王
2009年以降、2012年と2015年を除き宮崎市観光協会のフェニックス・リーグ公式ホームページより本塁打王も発表されている（NPBの公式な表彰ではない）。
| 年度 | 氏名                                                                         | 本数 |
| ---- | ---------------------------------------------------------------------------- | ---- |
| 2009 | 中田翔（日本ハム）                                                           | 6    |
| 2010 | 中田翔（日本ハム）、崔鎮涬（ハンファ）                                       | 5    |
| 2011 | 榎本葵（楽天）、柳田悠岐（ソフトバンク）                                     | 3    |
| 2013 | 梶谷隆幸（DeNA）                                                             | 5    |
| 2014 | 清田育宏、加藤翔平（ともにロッテ）、古本武尊（中日）                         | 4    |
| 2016 | 山川穂高（西武）、アレハンドロ・メヒア（広島）、内田靖人（楽天）             | 4    |
| 2017 | 崔元済（サムスン）                                                           | 4    |
| 2018 | 村上宗隆（ヤクルト）                                                         | 10   |
| 2019 | 塩見泰隆（ヤクルト）                                                         | 9    |
| 2020 | 樋口龍之介、海老原一佳（ともに日本ハム）、水谷瞬（ソフトバンク）             | 4    |
| 2021 | 山本大斗（ロッテ）                                                           | 5    |
| 2022 | 鵜飼航丞（中日）、佐藤都志也（ロッテ）                                       | 6    |
| 2023 | ブライト健太（中日）、林晃汰（広島）、澤井廉（ヤクルト）、仲三河優太（西武） | 3    |
| 2024 | リチャード（ソフトバンク）                                                   | 7    |

## 試合会場

### 現在の試合会場
宮崎市
- アイビースタジアム
- 生目の杜第2野球場
- ひなたサンマリンスタジアム宮崎
- ひなたひむかスタジアム
- SOKKENスタジアム

西都市
- 西都原運動公園野球場

日南市
- 日南市天福球場
- 南郷スタジアム

都城市
- 都城運動公園野球場

### 過去に使用されたことのある会場
宮崎市
- 久峰総合公園野球場
- 清武総合運動公園第2野球場

綾町
- 錦原運動公園野球場

日南市
- 日南総合運動公園野球場

串間市
- 串間市営球場

日向市
- 日向市お倉ヶ浜総合公園野球場

## 特別ルール
- 延長戦は原則行わない。対戦チーム同士合意のうえで、事前に審判等に報告してイニング数を調整できる。
- スピードアップの観点から投球ルールは15秒、投手のイニング当初、途中交代時の準備投球は原則5球まで。但し、審判員が必要と認めた場合は5球を越えてもよい。
- 捕手と投手のマウンドでの打ち合わせは1試合3回まで。
- 打者はみだりにバッターボックスを離脱しない。
- 野手が2名以上マウンドに集まることは禁止。
- 指名打者制度採用。
- ベンチ入りメンバーが少なく、野手が怪我をしたチームについては特別ルールとして相手チームと審判員の許諾を得ることを条件に一度退いた野手の再出場（リエントリー）を認める。

その他の特例はメンバー表交換前に対戦チーム間、審判員との協議が必要である。また、この特例については場内アナウンスでも告知する。
2004年には以下の指名代走制度があった。
- 1試合2名までの指名代走を指名できる。指名代走は予め打順表に併記する。
- 指名代走は試合中いつでも代走として出場できる。
- 指名代走の使用は1試合につき各チーム4回まで。

2024年、ソフトボールで導入されている一塁のダブルベースが試験導入された

## 開催期間中の一日の流れ
- 9時　チーム球場入り
- 10時　ホームチーム練習
- 10時30分ごろ　ビジターチーム練習
- 12時前　シートノック
- 12時過ぎ　グラウンド整備
- 12時30分　試合開始（11時30分、12時、13時開始の試合もある）

週末の試合では両チーム選手によるサインボール投げ入れなどのファンサービスや、始球式が行われる。
- 試合終了後　練習
- 18時　球場を出て宿舎へ

## 出場選手の資格
10月1日時点（2020年のみ11月1日）で支配下選手（育成選手）として登録されている選手。
- 戦力外通告は参加資格に直接影響しない。リーグ期間中に参加選手が受け離脱することがある一方、育成再契約前提で受けて残る選手もいる。

## 監督・コーチの資格
所属球団から監督、コーチとしてリーグに登録承認済みの者（フェニックス・リーグから帯同する新監督・新コーチ等は、その都度リーグに届出なければならない）。

## 審判員
NPB審判員、KBO審判員、四国アイランドリーグplus審判員、BCリーグ審判員